# Egle setiapicis
Egle setiapicis är en tvåvingeart som först beskrevs av Huckett 1965.  Egle setiapicis ingår i släktet Egle och familjen blomsterflugor.
Artens utbredningsområde är Yukon. Inga underarter finns listade i Catalogue of Life.